# مری الیزابت مک‌دانا
مری الیزابت مک‌دانا (انگلیسی: Mary Elizabeth McDonough؛ زادهٔ ۴ مهٔ ۱۹۶۱) بازیگر اهل ایالات متحده آمریکا است.
از فیلم‌ها یا برنامه‌های تلویزیونی که وی در آن نقش داشته است، می‌توان به خانواده والتون و مرده‌شوی‌خانه اشاره کرد.